# Centrale nucleare di Černobyl'
La centrale nucleare di Černóbyl’ (in ucraino Чорно́бильська атомна електростанція?, Čornóbilʹsʹka atomna elektrostancìja; in epoca sovietica centrale nucleare di Černobyl' Vladimir Il’ič Lenin, in russo Черно́быльская атомная электростанция имени Владимира Ильича Ленина?, Černóbylʹskaja atomnaja ėlektrostancija imeni Vladimira Ilʹiča Lenina) era un impianto di produzione a fissione nucleare di energia elettrica situato nel comune di Pryp"jat', nell'attuale Ucraina.
Costruita nel 1970 in epoca sovietica su progetto di Viktor Brjuchanov, è tristemente nota per l'incidente omonimo avvenuto il 26 aprile 1986 a seguito del quale fu rilasciata una nube radioattiva dagli effetti mai pienamente quantificati e che, spinta dal vento, interessò anche gran parte dell'Europa occidentale, e persino l'America del Nord, benché con impatto più limitato. La centrale è stata la terza costruita con reattori RBMK nell'Unione Sovietica, dopo le centrali di Leningrado e Kursk, e la prima centrale sul suolo ucraino. Secondo alcuni documenti del KGB, declassificati in Ucraina il 26 aprile 2021, già nel 1983 la centrale era definita come "una delle più pericolose dell'URSS" dai membri dello stesso governo.

## Storia

### La costruzione della centrale
Il 29 giugno 1966, in conformità con il decreto del Consiglio dei ministri dell'URSS, che approvò il piano per l'introduzione delle centrali nucleari nel decennio 1966-1977, con l'utilizzo di capacità energetiche per una potenza totale di 11 900 MW, si decise di realizzare una struttura che avrebbe dovuto compensare la carenza di elettricità della RSS Ucraina. La messa in servizio della prima unità della prima centrale nucleare era prevista per il 1974 e della seconda per il 1975. La filiale di Kiev dell'Istituto di progettazione "Teploelektroproekt" esaminò 16 punti negli oblast' di Kiev, Vinnycja e Žytomyr. La scelta ricadde in un sito a 4 km dal villaggio di Kopači, nell'oblast' di Kiev, in quanto i terreni furono considerati improduttivi. Il luogo venne poi raccomandato dalla Commissione di Stato e concordato con il Comitato Regionale di Kiev del PCUS Ucraino, il Comitato Esecutivo Regionale di Kiev, il Ministero dell'Energia e dell'Elettrificazione ed altre organizzazioni interessate. Il 18 gennaio 1967, il Consiglio del Comitato di Pianificazione Statale dell'URSS raccomandò la scelta dell'ubicazione e alla futura centrale fu dato il nome di Černobyl', riconfermata poi il 2 febbraio 1967 dal Comitato centrale del PCUS e dal Consiglio dei ministri dell'URSS.
La costruzione della centrale nucleare iniziò nel giorno della Festa del costruttore, il 15 agosto 1972, quando alle 23:00 (UTC+4) venne posato il primo metro cubo di cemento. Originariamente era dotata di quattro reattori nucleari RBMK-1000 di fabbricazione sovietica di potenza elettrica lorda totale pari a circa 3900-4000 MW, ciascuno dei reattori era in grado di produrre circa 1 000 MW di energia elettrica, con circa 3 200 MW di potenza termica. Come altri siti nucleari la costruzione dell'impianto venne accompagnata dalla realizzazione di una città vicina, città che prenderà il nome di Pryp"jat', per i lavoratori e per le loro famiglie.
Il primo reattore fu completato il 26 settembre 1977, ma la centrale iniziò a produrre energia solamente il 27 maggio 1978, Il 21 dicembre dello stesso anno venne consegnato il reattore 2, seguito dal reattore 3 nel 1981 ed infine dal reattore 4 nel 1983. Altri due reattori, numerati come 5 e 6, che riprendevano gli stessi progetti dei precedenti, furono progettati in un sito a circa un chilometro di distanza dagli altri, simile alla disposizione delle unità 5 e 6 della centrale nucleare di Kursk. Dall'altra parte del fiume Pryp"jat' era prevista la realizzazione di altri sei reattori, per un totale di dodici. Ciò avrebbe reso la centrale di Černobyl' la più potente centrale nucleare del mondo, se completata.

### Il disastro nucleare

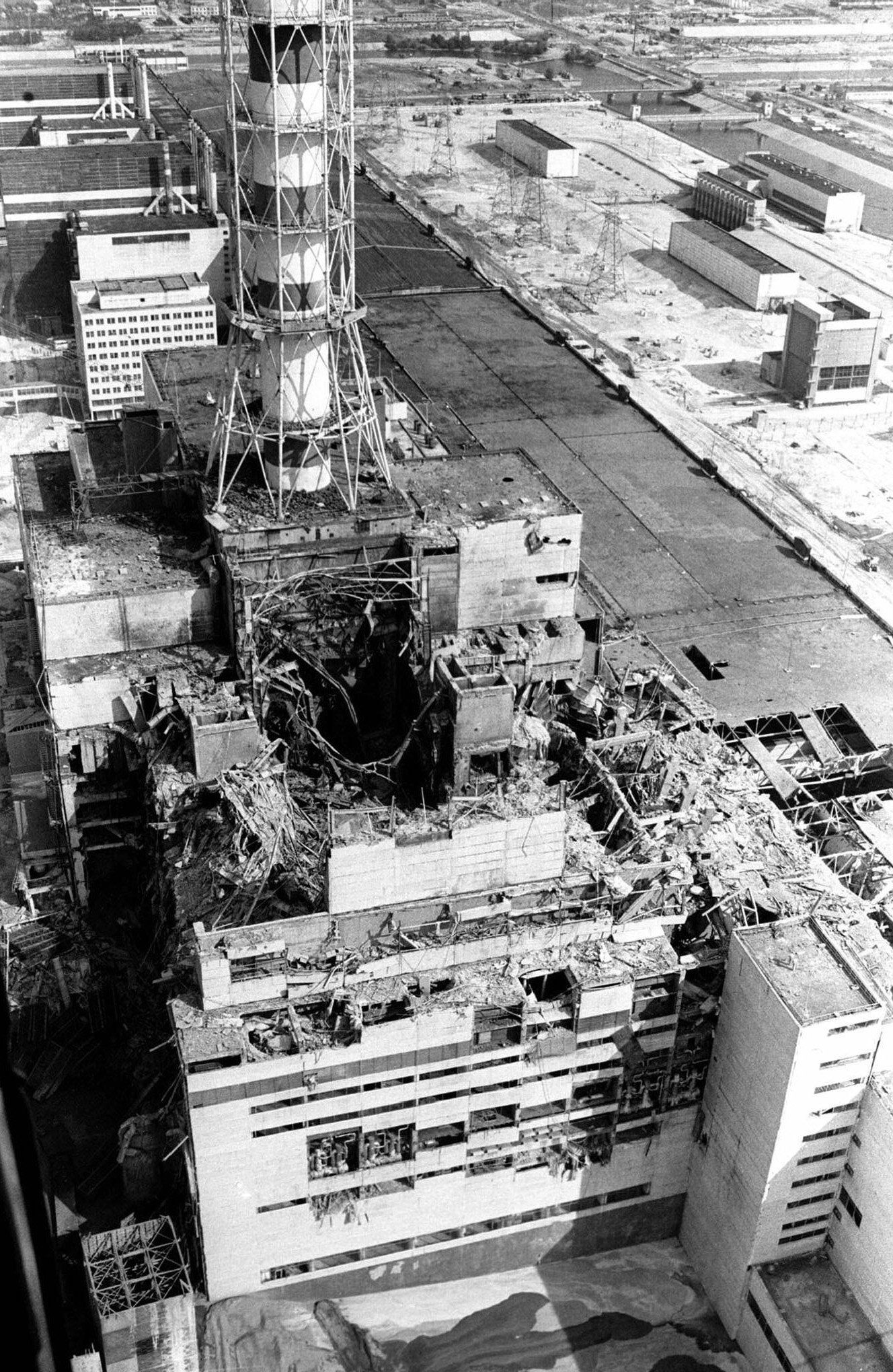
Il reattore 4 il giorno dopo il disastro

Il 26 aprile 1986, ora locale 1:23:45 (UTC+4), dopo una liberazione di vapore surriscaldato ad altissima pressione, si verificò l'esplosione del reattore 4. Il vapore lanciò verso l'alto il disco di copertura in acciaio e cemento pesante oltre 1 000 tonnellate che ricopriva il contenitore cilindrico del nocciolo del reattore, lasciandolo così scoperto. A causare l'esplosione del reattore furono una serie di errori tecnici, che riguardavano il reattore, ed errori umani, infatti nella nottata del 25 aprile era previsto un test delle capacità del reattore, che si protrasse però nella prima mattinata del giorno dopo. Il direttore dell'esperimento, l'ingegnere Anatolij Djatlov, commise gravissime violazioni delle procedure nel momento in cui, alle ore 1:19, il reattore superò una quantità d'acqua superiore ai limiti di sicurezza e ciò, unitamente a un contesto di scarsa comunicazione tra addetti alla sicurezza e operatori che dovevano condurre l'esperimento, contribuì all'incidente.
Dopo l'incidente, la centrale continuò la sua vita operativa; dopo lo scioglimento dell'URSS passò sotto la gestione del ministero dell'energia del nuovo governo ucraino che ne ereditò gli unici due reattori rimasti in funzione, i quali entro la fine del 2000 furono spenti completando il disarmo della centrale.
Il sito dell'impianto è completamente privo di popolazione residente: Pryp"jat' è dal 1986 una città fantasma, sfollata a seguito dell'incidente; Černobyl', più distante ma che cionondimeno dava il nome all'impianto, è abitata da circa un migliaio di persone. Sui resti del reattore 4 venne costruito un sarcofago e intorno alla centrale venne istituita una zona di alienazione.

### Invasione russa dell'Ucraina del 2022
A seguito dell'invasione russa dell'Ucraina il sito finì sotto sequestro dalle truppe russe. Il 24 febbraio 2022 (battaglia di Černobyl') le forze russe catturarono l'impianto e l'attività provocò un aumento di 20 volte dei livelli di radiazione rilevati nella zona a causa del disturbo del suolo contaminato.
Il 9 marzo c'è stata un'interruzione di corrente senza nessuna perdita di radiazioni, anche se l'azienda statale proprietaria dell'impianto, Energoatom, ha riferito che vi era il rischio di una perdita a causa dell'impossibilità di circolare correttamente del liquido di raffreddamento del combustibile esaurito, combustibile che si aggirerebbe a circa 20mila unità. Il 31 marzo le forze russe consegnarono formalmente il controllo dell'impianto all'Ucraina dopo cinque settimane di controllo. Il personale della Guardia nazionale ucraina che si trovava alla centrale è stato preso e trasferito in Bielorussia come prigionieri di guerra. Il 2 aprile la bandiera dell'Ucraina è stata nuovamente issata nello stabilimento.

## Caratteristiche
Nel 1986, anno dell’incidente, i quattro reattori della centrale erano i più moderni reattori sovietici del tipo RBMK.

### I reattori
Reattore 1
Il reattore numero 1, di tipo RBMK-1000, fu ordinato il 1º marzo 1970, fu consegnato il 26 settembre 1977 ed entrò in funzione il 27 maggio 1978. Il 9 settembre 1982 si verificò una parziale fusione del nocciolo a causa di una valvola di raffreddamento difettosa che rimase chiusa dopo la manutenzione. Una volta attivato il reattore, l'uranio nel serbatoio si surriscaldò rompendosi. L'entità del danno era relativamente minore e nessuno rimase ucciso durante l'incidente. Tuttavia, a causa della negligenza degli operatori, l'incidente non venne notificato fino a diverse ore più tardi, con conseguente rilascio significativo di radiazioni sotto forma di frammenti di ossido di uranio e diversi altri isotopi radioattivi che fuoriuscirono con vapore attraverso la pila di ventilazione. L'incidente non è stato reso pubblico fino a diversi anni dopo, nonostante le pulizie che si svolgono dentro e intorno alla centrale. Il reattore è stato riparato e rimesso in funzione dopo otto mesi.
Nel 1995 un'avaria al sistema di raffreddamento causò un incidente (scala INES 3) nel quale la radioattività si disperse e contaminò gli operai impegnati nella manutenzione, durante il quale l'uranio si fuse in parte. Il reattore aveva una potenza netta di 925 MWe, tuttavia quando fu arrestato, nel 1996, la potenza netta era stata abbassata a 740 MWe. Il reattore fu spento permanentemente il 30 novembre 1996.
Reattore 2
Il reattore numero 2 fu ordinato il 1º febbraio 1973, consegnato il 21 dicembre 1978, un anno dopo il reattore numero 1, ed entrò in funzione il 28 maggio 1979.
Il reattore fu messo in disarmo permanente l'11 ottobre 1991, a seguito di un incendio che lo danneggiò irreparabilmente. L'incendio iniziò nella quarta turbina rimasta inattiva per le riparazioni. Un interruttore difettoso causò un aumento di corrente al generatore, riscaldando del materiale isolante su alcuni cavi elettrici. Questo, unito con l'idrogeno usato come refrigerante, a creare le condizioni idonee per l'accensione del fuoco nel tetto e per una delle capriate che lo sostengono. La sala adiacente del reattore e il reattore non vennero colpiti, ma a causa del clima politico si decise di chiudere definitivamente il reattore.
Reattore 3
Il reattore numero 3 fu ordinato il 1º marzo 1976, consegnato il 3 dicembre 1981, tre anni dopo il reattore numero 2, ed entrò in produzione l'8 giugno 1982.
Il reattore è stato messo fuori operatività a partire dal 15 dicembre 2000. Secondo alcuni documenti del KGB, declassificati in Ucraina il 26 aprile 2021, il reattore subì dei gravi incidenti nel 1984.
Reattore 4

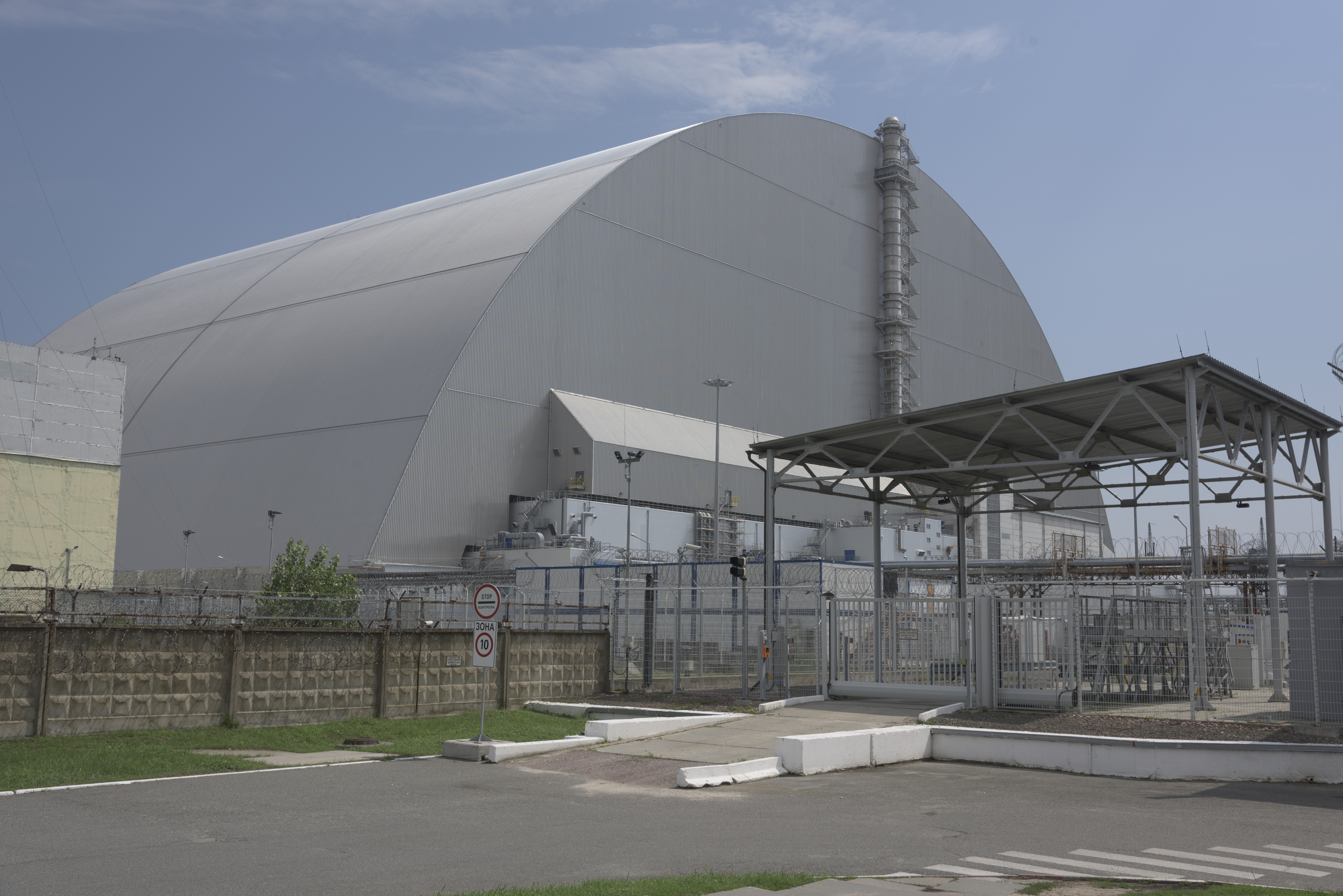
Il reattore 4 come si presenta oggi con il nuovo sarcofago

Il reattore numero 4 fu ordinato il 1º aprile 1979, consegnato il 22 dicembre 1983 ed entrò in produzione il 26 marzo 1984. Secondo alcuni documenti del KGB, declassificati in Ucraina il 26 aprile 2021, il reattore subì dei gravi incidenti.
Durante un test di sicurezza il 26 aprile 1986, un aumento di potenza incontrollata fino a oltre 9 volte i limiti fece esplodere prima la piastra superiore del nocciolo (pesante oltre 1000 tonnellate), poi distrusse completamente l'edificio stesso del reattore, causando un incendio nucleare che diffuse enormi quantità di radiazioni in tutta l'Europa e che richiese immani sforzi economici e umani per la loro gestione. Il reattore è stato rinchiuso in un enorme sarcofago di cemento armato, ricoperto da una volta in acciaio rinforzato, di 36 000 tonnellate, provvista di robot interni che nel corso dei decenni tenteranno di demolire e ripulire il sito dell'incidente. Una nuova struttura di confinamento (Chernobyl New Safe Confinement) è stata posizionata, in sostituzione del sarcofago, nel novembre 2016.
Reattori 5 e 6

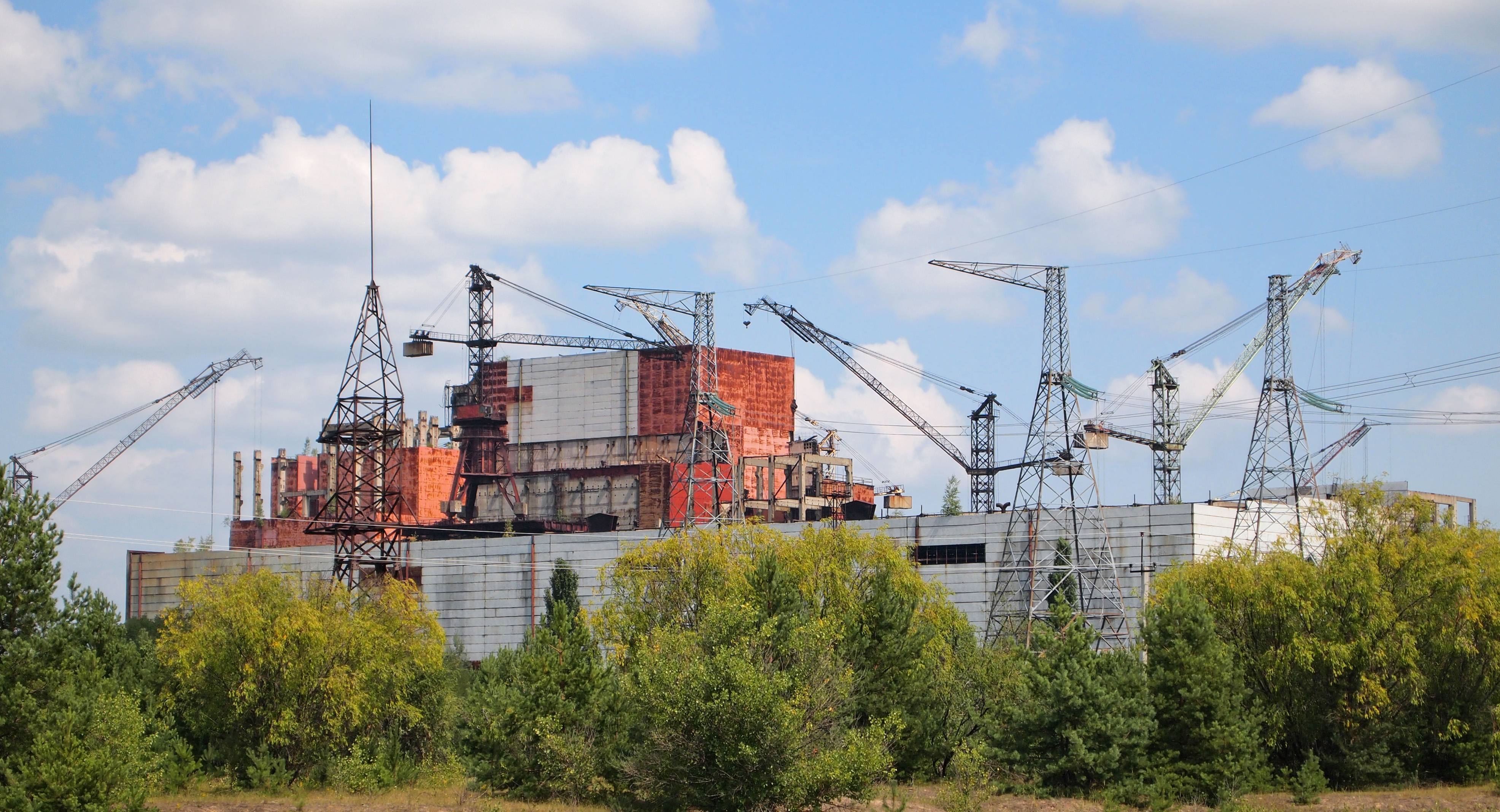
I reattori 5 e 6

I reattori 5 e 6 furono ordinati il primo dicembre 1981. A seguito dell'incidente al reattore numero 4, i lavori per gli ulteriori due reattori furono prima sospesi e poi definitivamente cancellati nel 1988.

## Monumenti

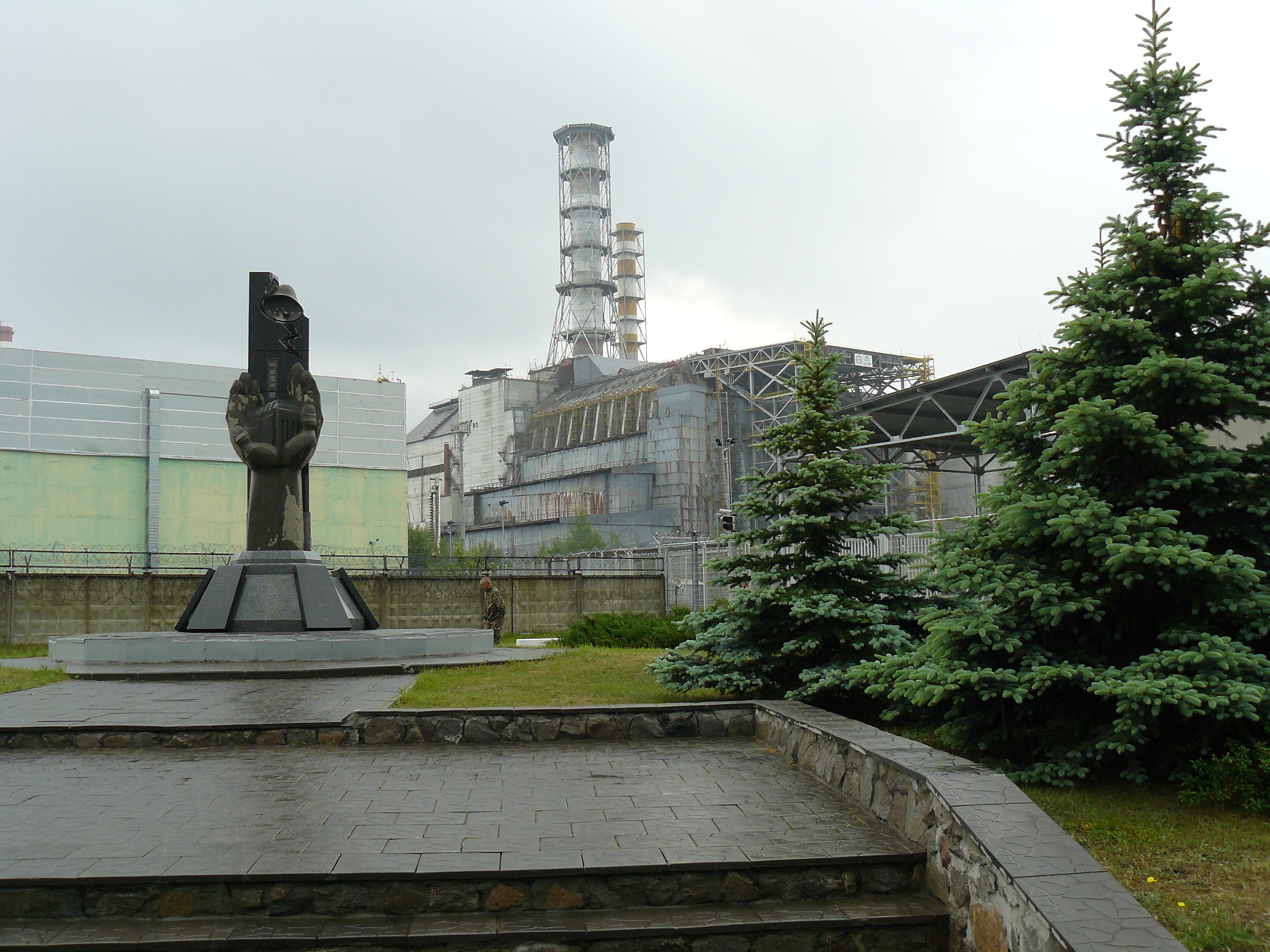
Il Memoriale del sarcofago

In occasione del 20º anniversario del disastro, nel 2006 venne realizzata fuori dalla struttura e vicino al sarcofago una scultura conosciuta come Memoriale del sarcofago. Essa rappresenta due mani a coppa che reggono una centrale ed è dedicato al ricordo delle azioni eroiche dei lavoratori dell'impianto e del personale di emergenza.

## Turismo
A partire dal 2011 il governo ucraino concede la possibilità ai turisti di visitare sia la zona di alienazione che la centrale nucleare. Con il debutto della miniserie di HBO Chernobyl, il turismo in queste zone è aumentato del 40%. I turisti dispongono di tempo limitato per la visita dei luoghi, non sono soggetti a dose di radiazioni che potrebbero nuocere alla salute e devono seguire delle rigide regole, come non mangiare o bere, non fumare e non toccare nulla.